# 480-km-Rennen von Suzuka 1989

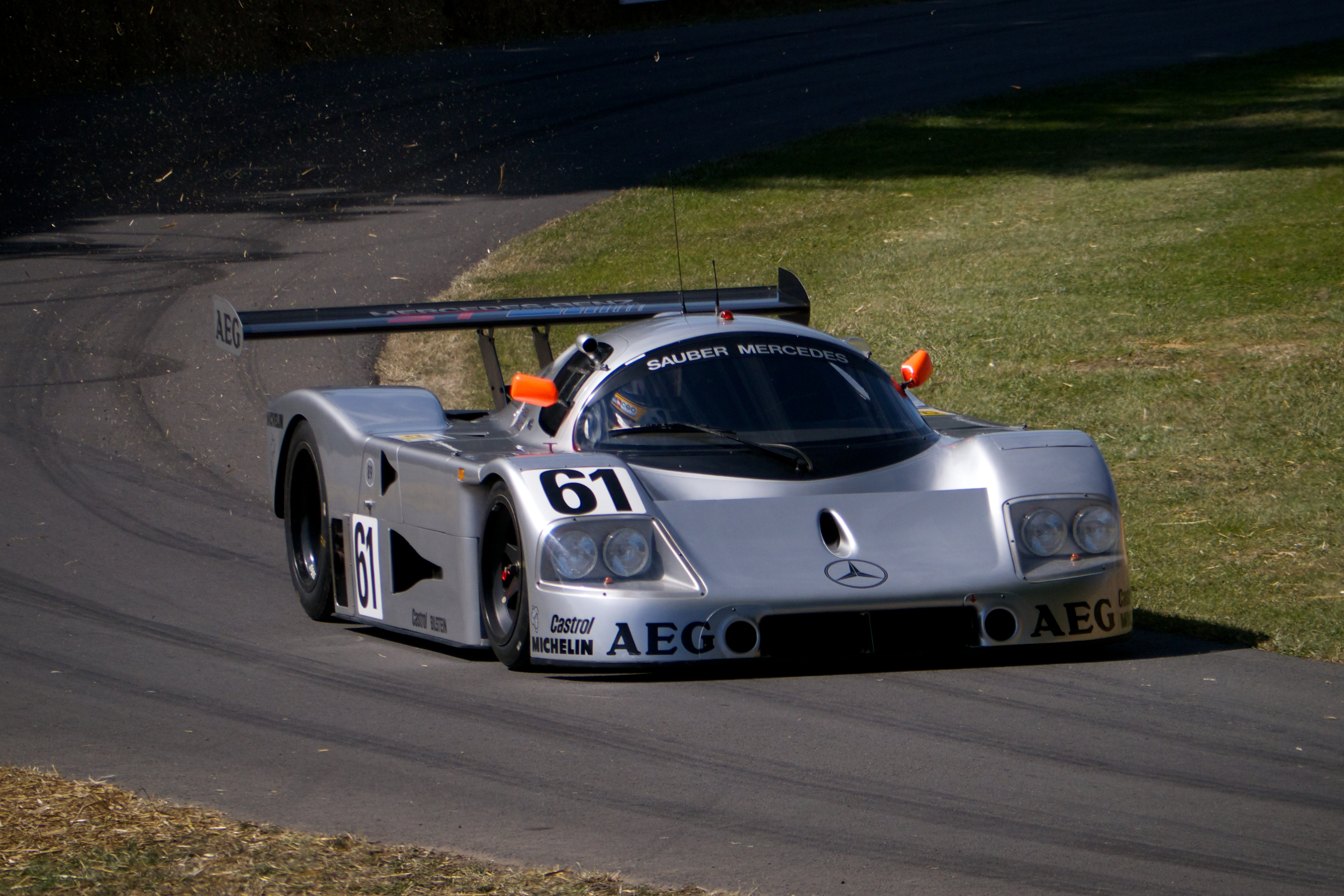
Sauber-Mercedes C9 mit der Startnummer 61; Siegerwagen von Jean-Louis Schlesser und Mauro Baldi

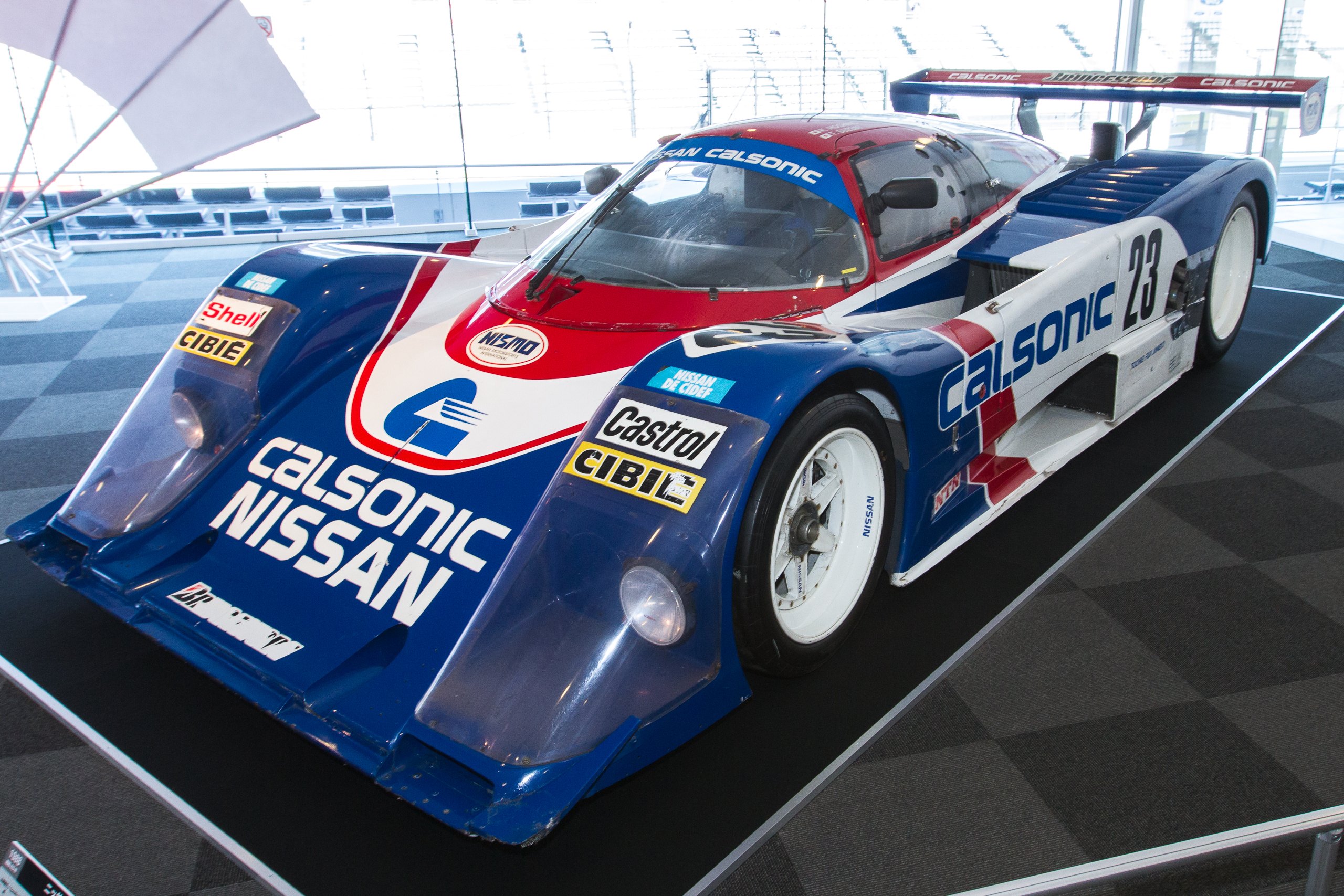
Der viertplatzierte Nissan R88C von Kazuyoshi Hoshino und Toshio Suzuki

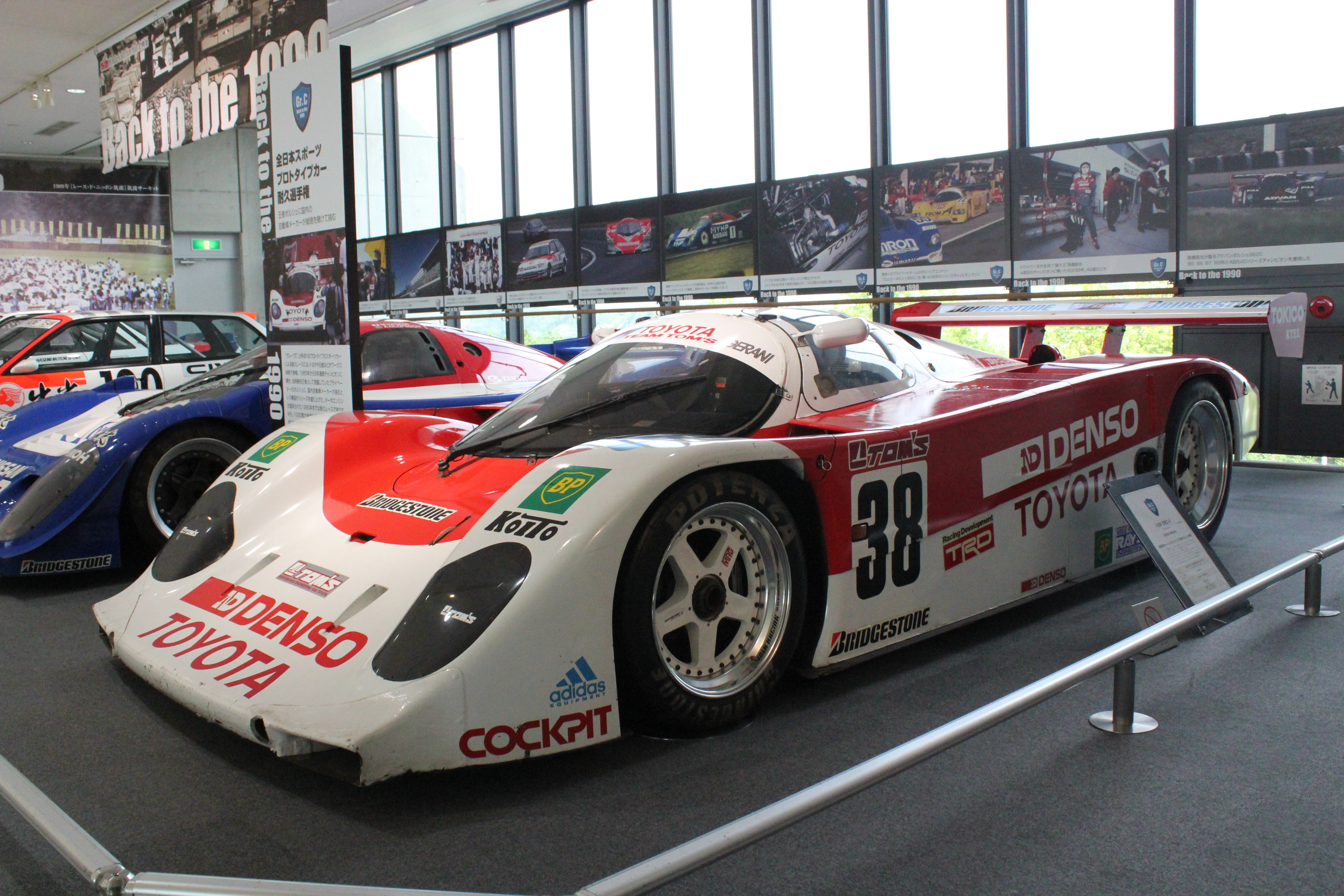
Toyota 89C-V

Das 480-km-Rennen von Suzuka 1989, auch WSPC Suzuka, fand am 9. April auf dem Suzuka International Racing Course statt. Das Rennen war der erste Wertungslauf der Sportwagen-Weltmeisterschaft dieses Jahres.

## Das Rennen
Die Sportwagen-Weltmeisterschaft 1989 begann, wie das Championat des Vorjahres geendet hatte: mit einem Doppelsieg von Sauber. Für die Teamleitung von Mercedes-Motorsport war der Erfolg von Jean-Louis Schlesser und Mauro Baldi im Sauber-Mercedes C9 jedoch ein besonderer Sieg. Rennleiter Jochen Neerpasch und der technische Direktor Hermann Hiereth hatten Tränen in den Augen, als die beiden Sauber-Mercedes über die Ziellinie fuhren. Erstmals seit der Targa Florio 1955 und dem Gesamtsieg von Stirling Moss und Peter Collins im Mercedes-Benz 300 SLR gewann wieder ein Mercedes-Silberpfeil einen Sportwagen-Weltmeisterschaftslauf.
Die Sauber C9 waren seit der Sportwagen-Weltmeisterschaft 1987 die Einsatzwagen der schweizerisch-deutschen Renngemeinschaft Sauber-Mercedes. Bei Sauber in Hinwil wurden die Chassis gefertigt, Mercedes-Benz lieferte die Motoren. Die Wagen waren im Design des Sponsors, der Parfüm-Marke Kouros aus der Unternehmensgruppe von Yves Saint Laurent, lackiert. 1988 gingen die C9 in der Lackierung des neuen Sponsors AEG an den Start. Mit dem Beginn der Saison 1989 übernahm Mercedes-Benz die Mehrheit an der PP Sauber AG und finanzierte die Einsätze ohne externen Sponsor. Dadurch erhielten die C9 wieder das klassische Silber der Mercedes-Rennwagen. Eindrucksvoll war der Sauber-Doppelsieg auch aus folgendem Grund. Sauber-Rennleiter Max Welti musste am Vormittag des Renntages den Ausfall eines Fahrers hinnehmen. Jochen Mass, der sich das Cockpit des C9 mit der Nummer 62 mit Kenny Acheson teilen sollte, hatte sich mit einer Influenza angesteckt und konnte nicht antreten. Da Mauro Baldi mit den Folgen eines gebrochenen Knöchels zu kämpfen hatte und im Wagen mit der Nummer 61 nur die Mindestzeit fahren konnte, musste Acheson das gesamte Rennen allein bestreiten. Im Ziel hatte er nach einer Fahrzeit von 2:49:04,634 Stunden nur sechs Sekunden Rückstand auf die siegreichen Teamkollegen.
Die schnellsten Wagen im Qualifikationstraining waren die Toyota 89C-V. Geoff Lees fuhr die schnellste Runde in einer Zeit von 1:50,635 Minuten und war dabei um fast eine Sekunde schneller als sein Teamkollege Hitoshi Ogawa. Im Rennen lagen beide Toyota zeitweilig in Führung, fielen im Rennverlauf jedoch zurück. Ogawa beendete das Rennen mit Partner Paolo Barilla als Gesamtsechster, nachdem sie in der Schlussphase extrem viel Treibstoff sparen mussten. Lees und Teamkollege Johnny Dumfries mussten sich nach Getriebeproblemen mit dem 20. Endrang zufriedengeben.
Besser platzierten konnte sich das zweite japanische Team, Nissan Motorsports International. Kazuyoshi Hoshino und Toshio Suzuki erreichten in ihrem Nissan R88C den vierten Gesamtrang, mit einer Runde Rückstand auf den siegreichen Sauber C9. Die beiden Jaguar XJR-9 hatten im Training Reifenprobleme und im Rennen machte der Teamleitung der zu große Treibstoffverbrauch Sorgen. Während John Nielsen und Andy Wallace Gesamtfünfte wurden, rollte der XJR-9 von Jan Lammers und Patrick Tambay zwei Runden vor Rennschluss ohne Treibstoff auf der Piste aus.
Bester Porsche im Ziel war überraschend der schon einige Jahre alte Joest-962 C, den Bob Wollek und Frank Jelinski an die dritte Stelle der Gesamtwertung steuerten.

## Ergebnisse

### Schlussklassement
| 1                  | C1  | 61  | Team Sauber Mercedes             | Jean-Louis Schlesser Mauro Baldi                           | Sauber-Mercedes C9/88 | 82 |
| 2                  | C1  | 62  | Team Sauber Mercedes             | Kenny Acheson                                              | Sauber-Mercedes C9/88 | 82 |
| 3                  | C1  | 7   | Joest Racing                     | Bob Wollek Frank Jelinski                                  | Porsche 962C          | 82 |
| 4                  | C1  | 23  | Nissan Motorsports International | Kazuyoshi Hoshino Toshio Suzuki                            | Nissan R88C           | 81 |
| 5                  | C1  | 2   | Silk Cut Jaguar                  | John Nielsen Andy Wallace                                  | Jaguar XJR-9          | 81 |
| 6                  | C1  | 36  | Toyota Team Tom’s                | Hitoshi Ogawa Paolo Barilla                                | Toyota 89C-V          | 81 |
| 7                  | C1  | 34  | Porsche Alméras Montpellier      | Kunimitsu Takahashi Stanley Dickens                        | Porsche 962C          | 81 |
| 8                  | C1  | 16  | Repsol Brun Motorsport           | Oscar Larrauri Maurizio Sandro Sala                        | Porsche 962C          | 81 |
| 9                  | C1  | 11  | Porsche Kremer Racing            | Masanori Sekiya Hideki Okada                               | Porsche 962CK6        | 81 |
| 10                 | C1  | 72  | Obermaier Primagaz               | Akihiko Nakaya Harald Grohs                                | Porsche 962C          | 81 |
| 11                 | C1  | 24  | Nissan Motorsports International | Masahiro Hasemi Anders Olofsson                            | Nissan R88C           | 81 |
| 12                 | C1  | 55  | Team Davey                       | Vern Schuppan Eje Elgh                                     | Porsche 962C          | 80 |
| 13                 | C1  | 100 | Richard Lloyd Racing             | George Fouché Steven Andskär                               | Porsche 962C GTi      | 79 |
| 14                 | C1  | 13  | Courage Compétition              | Pascal Fabre Alessandro Santin                             | Cougar C22S           | 79 |
| 15                 | C1  | 17  | Dauer Racing                     | Jochen Dauer Franz Konrad                                  | Porsche 962C          | 78 |
| 16                 | C1  | 40  | Swiss Team Salamin               | Kazuo Mogi Kenji Takahashi                                 | Porsche 962C          | 78 |
| 17                 | GTP | 201 | Mazdaspeed                       | Takashi Yorino Tetsuya Ota                                 | Mazda 767             | 77 |
| 18                 | C1  | 6   | Repsol Brun Motorsport           | Walter Brun Jesús Pareja                                   | Porsche 962C          | 77 |
| 19                 | C1  | 14  | Richard Lloyd Racing             | Derek Bell Tiff Needell                                    | Porsche 962C GTi      | 76 |
| 20                 | C1  | 37  | Toyota Team Tom’s                | Geoff Lees Johnny Dumfries                                 | Toyota 89C-V          | 75 |
| 21                 | C1  | 85  | Nissan Motorsports International | Takao Wada Akio Morimoto                                   | Nissan R88V           | 74 |
| 22                 | C1  | 20  | Team Davey                       | Tim Lee-Davey Jürgen Barth                                 | Porsche 926C          | 71 |
| 23                 | C2  | 101 | Chamberlain Engineering          | Fermín Vélez Nick Adams                                    | Spice SE86C           | 63 |
| 24                 | C1  | 50  | Toyota Team Tom’s                | Roland Ratzenberger Keiichi Suzuki                         | Toyota 89C-V          | 62 |
| Disqualifiziert    |     |     |                                  |                                                            |                       |    |
| 25                 | C2  | 108 | Roy Baker Racing                 | John Sheldon Leif Lindström                                | Tiga GC289            | 47 |
| Ausgefallen        |     |     |                                  |                                                            |                       |    |
| 26                 | C1  | 1   | Silk Cut Jaguar                  | Jan Lammers Patrick Tambay                                 | Jaguar XJR-9          | 80 |
| 27                 | C1  | 22  | Spice Engineering                | Thorkild Thyrring Wayne Taylor                             | Spice SE89C           | 32 |
| 28                 | C1  | 5   | Repsol Brun Motorsport           | Harald Huysman Juha Varjosaari                             | Porsche 962C          | 23 |
| 29                 | C1  | 10  | Porsche Kremer Racing            | Bruno Giacomelli Giovanni Lavaggi                          | Porsche 962CK 6       | 16 |
| 30                 | C1  | 8   | Joest Racing                     | Jean-Louis Ricci Claude Ballot-Léna                        | Porsche 962C          | 15 |
| 31                 | C2  | 107 | Tiga Race Team                   | Jari Nurminen Luigi Taverna                                | Tiga GC289            | 11 |
| 32                 | C1  | 21  | Spice Engineering                | Eliseo Salazar Ray Bellm                                   | Spice SE89C           | 5  |
| 33                 | GTP | 202 | Mazdaspeed                       | Yoshimi Katayama Yōjirō Terada                             | Mazda 767B            | 4  |
| 34                 | C2  | 103 | France Prototeam                 | Almo Coppelli Bernard Thuner                               | Spice SE88C           | 3  |
| Nicht gestartet    |     |     |                                  |                                                            |                       |    |
| 35                 | C1  | 26  | France Prototeam                 | Henri Pescarolo Alain Ferté                                | Spice SE88C           | 1  |
| 36                 | C1  | 61T | Team Sauber Mercedes             | Mauro Baldi Jean-Louis Schlesser Jochen Mass Kenny Acheson | Sauber-Mercedes C9/88 | 2  |
| Nicht qualifiziert |     |     |                                  |                                                            |                       |    |
| 37                 | C1  | 29  | Mussato Action Car               | Franco Scapini Gianfranco Tacchino                         | Lancia LC2/89         | 3  |

1 Motorschaden im Warm-up
2 Trainingswagen
3 Elektrikschaden

### Nur in der Meldeliste
Hier finden sich Teams, Fahrer und Fahrzeuge, die ursprünglich für das Rennen gemeldet waren, aber nicht daran teilnahmen.
| Pos. | Klasse | Nr. | Team         | Fahrer                    | Chassis           |
| ---- | ------ | --- | ------------ | ------------------------- | ----------------- |
| 38   | C1     | 18  | Aston Martin | David Leslie Brian Redman | Aston Martin AMR1 |

### Klassensieger
| Klasse | Fahrer               | Fahrer      | Fahrzeug              | Platzierung im Gesamtklassement |
| ------ | -------------------- | ----------- | --------------------- | ------------------------------- |
| C1     | Jean-Louis Schlesser | Mauro Baldi | Sauber-Mercedes C9/88 | Gesamtsieg                      |
| C2     | Fermín Vélez         | Nick Adams  | Spice SE86C           | Rang 23                         |
| GTP    | Takashi Yorino       | Tetsuya Ota | Mazda 767             | Rang 17                         |

### Renndaten
- Gemeldet: 38
- Gestartet: 34
- Gewertet: 24
- Rennklassen: 3
- Zuschauer: 31000
- Wetter am Renntag: kalt und windig
- Streckenlänge: 5,859 km
- Fahrzeit des Siegerteams: 2:48:58,453 Stunden
- Gesamtrunden des Siegerteams: 82
- Gesamtdistanz des Siegerteams: 480,438 km
- Siegerschnitt: 170,596 km/h
- Pole Position: Geoff Lees – Toyota 89C-V (#37) – 1:50,635 = 190,649 km/h
- Schnellste Rennrunde: Jan Lammers – Jaguar XJR-9 (#1) – 1:57,549 = 179,435 km/h
- Rennserie: 1. Lauf zur Sportwagen-Weltmeisterschaft 1989